# 24 Horas de Le Mans de 1957
As 24 Hours of Le Mans de 1956 foi o 25º grande prêmio automobilístico das 24 Horas de Le Mans, tendo acontecido nos dias 22 e 23 de junho 1957 em Le Mans, França no autódromo francês, Circuit de la Sarthe.

## Resultados Finais
| Posição | Classe | No | Equipe                               | Piloto                                | Chassis                    | Motor                   | Voltas |
| ------- | ------ | -- | ------------------------------------ | ------------------------------------- | -------------------------- | ----------------------- | ------ |
| 1       | S 5000 | 3  | Ecurie Ecosse                        | Ron Flockhart Ivor Bueb               | Jaguar D-Type              | Jaguar 3.8L I6          | 327    |
| 2       | S 5000 | 15 | Ecurie Ecosse                        | Ninian Sanderson John Lawrence        | Jaguar D-Type              | Jaguar 3.4L I6          | 319    |
| 3       | S 5000 | 17 | Equipe Los Amigos                    | Jean Lucas Jean-Marie Brousselet      | Jaguar D-Type              | Jaguar 3.4L I6          | 317    |
| 4       | S 5000 | 16 | Equipe Nationale Belge               | Paul Frére Freddy Rousselle           | Jaguar D-Type              | Jaguar 3.4L I6          | 310    |
| 5       | S 5000 | 8  | Scuderia Ferrari                     | Stuart Lewis-Evans Martino Severi     | Ferrari 315 S              | Ferrari 3.8L V12        | 300    |
| 6       | S 5000 | 4  | J.D. Hamilton                        | Duncan Hamilton Masten Gregory        | Jaguar D-Type              | Jaguar 3.8L I6          | 299    |
| 7       | S 2000 | 28 | Ecurie Francorchamps                 | Lucien Bianchi Georges Harris         | Ferrari 500 TRC            | Ferrari 2.0L I4         | 288    |
| 8       | S 1500 | 35 | Ed Hugus                             | Ed Hugus Carel Godin de Beaufort      | Porsche 550A RS            | Porsche 1.5L Flat-4     | 286    |
| 9       | S 1100 | 62 | Lotus Engineering                    | Herbert MacKay-Fraser Jay Chamberlain | Lotus 11                   | Coventry Climax 1.1L I4 | 285    |
| 10      | S 2000 | 31 | AC Cars Ltd.                         | Peter Bolton Ken Rudd                 | AC Ace                     | Bristol 2.0L I6         | 281    |
| 11      | S 3000 | 21 | David Brown                          | Jean-Paul Colas Jean Kerguen          | Aston Martin DB3S          | Aston Martin 3.0L I6    | 272    |
| 12      | S 2000 | 26 | Georges Guyet                        | Georges Guyet Michel Parsy            | Maserati A6G CS            | Maserati 2.0L I4        | 260    |
| 13      | S 1100 | 42 | Robert Walshaw                       | Robert Walshaw John Dalton            | Lotus 11                   | Coventry Climax 1.1L I4 | 259    |
| 14      | S 750  | 55 | Lotus Engineering                    | Cliff Allison Keith Hall              | Lotus 11                   | Coventry Climax 0.7L I4 | 259    |
| 15      | S 1100 | 40 | Cooper Car Company                   | Jack Brabham Ian Raby                 | Cooper T39                 | Coventry Climax 1.1L I4 | 254    |
| 16      | S 1100 | 41 | André Héchard Lotus Engineering      | André Héchard Roger Masson            | Lotus 11                   | Coventry Climax 1.1L I4 | 253    |
| 17      | S 750  | 49 | Automobiles Deutsch et Bonnet        | Louis Cornet Henri Perrier            | DB HBR                     | Panhard 0.7L FLat-2     | 239    |
| 18      | S 750  | 52 | Equipe Monopole Course               | Pierre Chancel Jean-Pierre Hémard     | Monopole X89 Coupe         | Panhard 0.7L Flat-2     | 238    |
| 19      | S 750  | 46 | Automobili O.S.C.A.                  | Jean Laroche Rémy Radix               | O.S.C.A. 750 Sport         | O.S.C.A. 0.7L I4        | 234    |
| 20      | S 750  | 53 | Equipe Monopole Course               | Pierre Chancel Pierre Flauhault       | Monopole X88 Coupe         | Panhard 0.7L Flat-2     | 230    |
| 21      | S 750  | 58 | Automobili Stanguellini              | Fernand Sigrand Michel Robert Nicol   | Stanguellini 750 Sport     | Fiat 0.7L I4            | 214    |
| 22 DNF  | S 1500 | 34 | Porsche KG                           | Claude Storez Ed W. Crawford          | Porsche 550A RS            | Porsche 1.5L Flat-4     | 275    |
| 23 DNF  | S 2000 | 24 | Automobiles Frazer Nash Ltd.         | Richard Stoop Peter Jopp              | Frazer Nash Sebring        | Bristol 2.0L I6         | 240    |
| 24 DNF  | S 2000 | 27 | Fernand Tavano                       | Fernand Tavano Jacques Péron          | Ferrari 500 TRC            | Ferrari 2.0L I4         | 235    |
| 25 DNF  | S 5000 | 10 | North American Racing Team (NART)    | George Arents Jan de Vroom            | Ferrari 290MM-C            | Ferrari 3.5L V12        | 183    |
| 26 DNF  | S 1100 | 45 | Wolfgang Seidel                      | Wolfgang Seidel Heinz Meier           | DKW Monza                  | DKW 1.0L I3 (2-Stroke)  | 151    |
| 27 DNF  | S 3000 | 20 | David Brown                          | Tony Brooks Noel Cunningham-Reid      | Aston Martin DBR1/300      | Aston Martin 2.9L I6    | 140    |
| 28 DNF  | S 2000 | 25 | Lèon Coulibeuf                       | Lèon Coulibeuf José Behra             | Maserati 200SI             | Maserati 2.0L I4        | 136    |
| 29 DNF  | S 750  | 56 | Automobili Stanguellini              | René-Philippe Faure Gilbert Foury     | Stanguellini Bialbero      | Fiat 0.7L I4            | 131    |
| 30 DNF  | S 2000 | 29 | Equipe Los Amigos                    | Francois Picard Richie Ginther        | Ferrari 500 TRC            | Ferrari 2.0L I4         | 129    |
| 31 DNF  | S 1500 | 32 | Porsche KG                           | Umberto Maglioli Edgar Barth          | Porsche 718 RSK            | Porsche 1.5L Flat-4     | 129    |
| 32 DNF  | S 750  | 54 | Equipe Monopole Course               | René Cotton Jacques Blanchet          | Monopole X88 Spyder        | Panhard 0.7L Flat-2     | 127    |
| 33 DNF  | S 750  | 50 | Automobiles Deutsch et Bonnet        | Jean-Claude Vidilles Jo Schlesser     | DB HBR                     | Panhard 0.7L Flat-2     | 126    |
| 34 DNF  | S 750  | 51 | Automobiles Deutsch et Bonnet        | Paul Armagnac Gérard Laureau          | DB HBR                     | Panhard 0.7L Flat-2     | 120    |
| 35 DNF  | S 3000 | 19 | David Brown                          | Roy Salvadori Les Leston              | Aston Martin DBR1/300      | Aston Martin 2.9L I6    | 112    |
| 36 DNF  | S 5000 | 9  | Scuderia Ferrari                     | Olivier Gendebien Maurice Trintignant | Ferrari 250 TR58           | Ferrari 3.1L V12        | 109    |
| 37 DNF  | S 1500 | 33 | Porsche KG                           | Hans Herrmann Richard von Frankenberg | Porsche 550A RS            | Porsche 1.5L Flat-4     | 87     |
| 38 DNF  | S 5000 | 5  | David Brown                          | Graham Whitehead Peter Whitehead      | Aston Martin DBR2/370      | Aston Martin 3.7L I6    | 81     |
| 39 DNF  | S 5000 | 11 | Equipe Nationale Belge               | Jacques Swaters Alain de Changy       | Ferrari 290MM-C            | Ferrari 3.5L V12        | 73     |
| 40 DNF  | S 3000 | 12 | Officine Alfieri Maserati            | Giorgio Scarlatti Jo Bonnier          | Maserati 300S              | Maserati 3.0L I6        | 73     |
| 41 DNF  | S 1500 | 60 | Equipe Nationale Belge               | Claude Dubois George Hacquin          | Porsche 550A RS            | Porsche 1.5L Flat-4     | 70     |
| 42 DNF  | S 750  | 57 | Bernard Deviterne                    | Bernard Deviterne Marcel Lailler      | DB HBR5                    | Panhard 0.7L Flat-2     | 68     |
| 43 DNF  | S 1100 | 44 | Automobili Stanguellini              | Francesco Siracusa Roberto Lippi      | Stanguellini Prototipo     | Fiat 1.1L I4            | 67     |
| 44 DNF  | S 5000 | 7  | Scuderia Ferrari                     | Mike Hawthorn Luigi Musso             | Ferrari 335S               | Ferrari 4.0L V12        | 56     |
| 45 DNF  | S 1100 | 39 | Arnott Cars Ltd.                     | Jim Russell Dennis Taylor             | Arnott Sport               | Coventry Climax 1.1L I4 | 46     |
| 46 DNF  | S 3000 | 18 | Equipe Gordini                       | André Guelfi Jean Guichet             | Gordini T24S               | Gordini 3.0L I8         | 38     |
| 47 DNF  | S 5000 | 1  | Officine Alfieri Maserati            | Stirling Moss Harry Schell            | Maserati 450S Zagato Coupe | Maserati 4.5L V8        | 32     |
| 48 DNF  | S 5000 | 2  | Officine Alfieri Maserati            | Jean Behra André Simon                | Maserati 450S Spyder       | Maserati 4.5L V8        | 28     |
| 49 DNF  | S 1500 | 36 | Maurice Slotine                      | Maurice Slotine Roland Bourel         | Porsche 356A               | Porsche 1.5L Flat-4     | 26     |
| 50 DNF  | S 2000 | 61 | Gottfried Köchert                    | Gottfried Köchert Erwin Bauer         | Ferrari 500 TRC            | Ferrari 2.0L I4         | 18     |
| 51 DNF  | S 750  | 47 | Automobilies VP                      | Jean-Marie Dumazer Bernard Consten    | VP 166R                    | Renault 0.7L I4         | 15     |
| 52 DNF  | S 2000 | 30 | Equipe Gordini                       | Charles de Clareur Robert La Caze     | Gordini T15S               | Gordini 2.0L I6         | 3      |
| 53 DNF  | S 5000 | 6  | Scuderia Ferrari                     | Peter Collins Phil Hill               | Ferrari 335MM              | Ferrari 3.0L V12        | 2      |
| 54 DNF  | S 3000 | 23 | Automobiles Talbot / Ecurie Dubonnet | Franco Bordoni Bruce Halford          | Talbot-Lago Sport 2500     | Maserati 2.5L I6        | 0      |

Legenda :DNQ = Não largou - DNF = Abandono - NC = Não classificado - DSQ= Desqualificado